# Linzhai
Linzhai är en köping i sydöstra Kina. Den ligger i Heping härad i staden Heyuan i provinsen Guangdong, omkring 220 kilometer nordost om provinshuvudstaden Guangzhou. Antalet invånare är 17 618. Befolkningen består av 8 862 kvinnor och 8 756 män. Barn under 15 år utgör 31 %, vuxna 15-64 år 55 %, och äldre över 65 år 12,0 %.